# Обстріли Берислава (липень 2025)
Ця стаття є частиною сторінки Обстріли Берислава (2025) з 24 лютого 2022 року, яка є частиною Історії Берислава та Обстрілів Берислава.
Обстріли Берислава за липень 2025 року — низка терористичних атак на місто Берислав та район військами РФ, що почалися під час російського вторгнення в Україну з 24 лютого 2022 року та тривають понині.
Берислав до вторгнення Росії в Україну був осередком освіти Херсонщини з двома коледжами.
Зараз місто зазнало значних руйнувань, заміновані околиці, відсутні комунальні послуги. Під час окупації в місті була гостра нестача продуктів та ліків. Після деокупації місто зазнало нових випробувань, зокрема, відсутності електроенергії та води. Зараз Берислав перебуває під постійними обстрілами, внаслідок яких багато будинків пошкоджено, є поранені та загиблі. Багато людей в місті відмовляються покидати свої домівки, незважаючи на обстріли.

## Хронологія

### 1 липня 2025 року
1 липня 2025 року на території Бериславської, Новоолександрівської та Тягинської громад зафіксовано російські артилерійські обстріли та атаки безпілотниками. Постраждали населені пункти Берислав, Шляхове, Золота Балка, Тягинка, Бургунка, Ольгівка та Одрадокам’янка. Пошкоджено житлові будинки, господарські споруди, адміністративну будівлю та заклад освіти в Бериславі. Жертв і постраждалих серед цивільного населення немає. Інформацію надав начальник Бериславської районної військової адміністрації Володимир Літвінов.

### 2 липня 2025 року
2 липня 2025 року на територій Бериславської, Нововоронцовської, Милівської та Тягинської громад зафіксовано російські артилерійські обстріли та атаки безпілотниками. Постраждали населені пункти Берислав, Шляхове, Урожайне, Нововоронцовка, Новокаїри, Червоний Яр, Тягинка, Львове, Одрадокам’янка. Унаслідок обстрілів зафіксовано пошкодження житлових та господарських споруд, об’єкта критичної інфраструктури, а також виникнення локальних пожеж. У Новокаїрах вогнем знищено 10 приватних будинків, понад 20 — пошкоджено. Поблизу Малої Олександрівки підірвалася свійська тварина. На трасі Т–0403 постраждали двоє цивільних осіб. Інформацію надав начальник Бериславської районної військової адміністрації Володимир Літвінов.

### 3 липня 2025 року
3 липня 2025 року на території Бериславської, Новоолександрівської, Нововоронцовської, Милівської та Тягинської громад зафіксовано російські артилерійські обстріли та атаки безпілотниками. Постраждали населені пункти Берислав, Урожайне, Новоолександрівка, Золота Балка, Любимівка, Милове, Тягинка, Львове, Миколаївка, Ольгівка та Одрадокам’янка. Внаслідок атак пошкоджено житлові та господарські споруди, об’єкт критичної інфраструктури в Урожайному, зафіксовано займання прибудинкових територій у Новоолександрівці та сухої рослинності на території національного природного парку «Кам’янська Січ» поблизу Милового. Жертв і постраждалих серед цивільного населення немає. Інформацію надав начальник Бериславської районної військової адміністрації Володимир Літвінов.

### 4 липня 2025 року
4 липня 2025 року на території Бериславської, Новорайської, Новоолександрівської, Милівської та Тягинської громад зафіксовано російські артилерійські обстріли та атаки безпілотниками. Постраждали населені пункти Берислав, Шляхове, Урожайне, Тараса Шевченка, Новорайськ, Степне, Новоолександрівка, Милове, Дудчани, Тягинка, Львове та Одрадокам’янка. Унаслідок атак пошкоджено житлові та господарські споруди, адміністративну будівлю в Степному, об’єкти енергозабезпечення в Одрадокам’янці. Зафіксовано загоряння автомобіля в Новорайську та займання паркової зони в Миловому. Жертв і постраждалих серед цивільного населення немає. Інформацію надав начальник Бериславської районної військової адміністрації Володимир Літвінов.

### 5 липня 2025 року
5 липня 2025 року на території Бериславської, Новорайської, Новоолександрівської та Тягинської громад зафіксовано російські артилерійські обстріли та атаки безпілотниками. Постраждали населені пункти Берислав, Новорайськ, Гаврилівка, Тягинка, Бургунка, Львове, Миколаївка, Ольгівка та Одрадокам’янка. Унаслідок атак пошкоджено житлові будинки, господарські споруди та приватний транспорт. У Новорайську поранено двох цивільних осіб, їм надано медичну допомогу. До поліції звернувся 63–річний мешканець Урожайного щодо баротравми, отриманої 4 липня. Інформацію надав начальник Бериславської районної військової адміністрації Володимир Літвінов.

### 6 липня 2025 року
6 липня 2025 року на території Бериславської, Новорайської, Новоолександрівської, Нововоронцовської, Милівської та Тягинської громад зафіксовано російські артилерійські обстріли та атаки безпілотниками. Постраждали населені пункти Берислав, Новорайськ, Гаврилівка, Золота Балка, Шевченківка, Дудчани, Тягинка, Бургунка, Вірівка, Львове, Ольгівка та Одрадокам’янка. Унаслідок атак пошкоджено житлові та господарські споруди, приватний транспортний засіб, зафіксовано займання сухої рослинності поблизу Шевченківки. У Вірівці поранено одну цивільну особу, в Бериславі через влучання дрона в трактор загинув 34–річний чоловік. Інформацію надав начальник Бериславської районної військової адміністрації Володимир Літвінов.

### 7 липня 2025 року
7 липня 2025 року на території Бериславської, Новоолександрівської, Нововоронцовської, Милівської та Тягинської громад зафіксовано російські артилерійські обстріли та атаки безпілотниками. Постраждали населені пункти Берислав, Шляхове, Новоолександрівка, Гаврилівка, Золота Балка, Нововоронцовка, Дудчани, Тягинка, Бургунка, Львове, Ольгівка, Одрадокам’янка. Внаслідок атак пошкоджено житлові будинки, господарські споруди та приватний транспортний засіб. Жертв і постраждалих серед цивільного населення немає. Інформацію надав начальник Бериславської районної військової адміністрації Володимир Літвінов.

### 8 липня 2025 року
8 липня 2025 року на території Бериславської, Новорайської, Нововоронцовської, Милівської та Тягинської громад зафіксовано російські артилерійські обстріли та атаки безпілотниками. Постраждали населені пункти Берислав, Новоберислав, Шляхове, Урожайне, Новорайськ, Нововоронцовка, Дудчани, Качкарівка, Новокаїри, Червоний Яр, Тягинка, Бургунка, Вірівка, Львове, Ольгівка та Одрадокам’янка. Унаслідок обстрілів пошкоджено житлові будинки, господарські споруди та транспорт Новорайської сільської військової адміністрації. У Нововоронцовці пошкоджено об’єкт критичної інфраструктури, у Дудчанах — приміщення фельдшерсько–акушерського пункту. Поблизу Червоного Яру на території національного парку «Кам’янська Січ» сталося загоряння сухої трави. До гасіння залучалися місцеві пожежні підрозділи. Унаслідок атаки безпілотника в Бериславі поранено 62–річного чоловіка. Йому надано медичну допомогу. Інформацію надав начальник Бериславської районної військової адміністрації Володимир Літвінов.

### 9 липня 2025 року
9 липня 2025 року на території Бериславської, Новорайської, Новоолександрівської, Нововоронцовської та Тягинської громад зафіксовано російські артилерійські обстріли та атаки безпілотниками. Постраждали населені пункти Берислав, Урожайне, Новорайськ, Гаврилівка, Золота Балка, Хрещенівка, Тягинка, Вірівка, Миколаївка, Ольгівка та Одрадокам’янка. Внаслідок обстрілів пошкоджено житлові будинки, господарські споруди, об’єкт критичної інфраструктури в Хрещенівці, що призвело до припинення електропостачання в трьох населених пунктах. Зафіксовано займання сухої рослинності поблизу Урожайного та на інших ділянках. У Бериславі травмовано 20–річного чоловіка внаслідок наступ на вибухонебезпечний предмет. Інформацію надав начальник Бериславської районної військової адміністрації Володимир Літвінов.

### 10 липня 2025 року
10 липня 2025 року на території Бериславської, Новорайської, Новоолександрівської, Нововоронцовської, Милівської, Борозенської та Тягинської громад зафіксовано російські артилерійські обстріли та атаки безпілотниками. Постраждали населені пункти Берислав, Новорайськ, Монастирське, Новоолександрівка, Гаврилівка, Золота Балка, Нововоронцовка, Осокорівка, Милове, Дудчани, Качкарівка, Чарівне, Тягинка, Вірівка, Львове та Ольгівка. Пошкоджено житлові будинки, господарські споруди, транспортні засоби, об’єкт критичної інфраструктури в Чарівному та службовий автомобіль у Нововоронцовці. Зафіксовано займання сухої рослинності поблизу Новорайська, до локалізації пожеж залучено рятувальників. Під час доставки гуманітарної допомоги до Червоного Маяку було атаковано транспортний засіб Новорайської військової адміністрації; поранено 39–річного чоловіка. Потерпілому надано необхідну медичну допомогу. Інформацію надав начальник Бериславської районної військової адміністрації Володимир Літвінов.

### 11 липня 2025 року
11 липня 2025 року на території Бериславської, Новорайської, Новоолександрівської, Нововоронцовської, Милівської та Тягинської громад зафіксовано російські артилерійські обстріли та атаки безпілотниками. Постраждали населені пункти Берислав, Новоберислав, Новорайськ, Червоний Маяк, Монастирське, Золота Балка, Михайлівка, Нововоронцовка, Дудчани, Новокаїри, Саблуківка, Тягинка, Бургунка, Вірівка, Львове, Ольгівка та Одрадокам’янка. Пошкоджено житлові будинки, господарські споруди, транспортні засоби. На території національного природного парку «Кам’янська Січ» поблизу Новокаїр виникла пожежа. Жертв і постраждалих серед цивільного населення немає. Інформацію надав начальник Бериславської районної військової адміністрації Володимир Літвінов.

### 12 липня 2025 року
12 липня 2025 року на території Бериславської, Новорайської, Новоолександрівської, Нововоронцовської, Милівської та Тягинської громад зафіксовано російські артилерійські обстріли та атаки безпілотниками. Постраждали населені пункти Берислав, Зміївка, Новорайськ, Костирка, Золота Балка, Нововоронцовка, Хрещенівка, Милове, Дудчани, Качкарівка, Тягинка, Бургунка, Вірівка, Львове, Ольгівка та Одрадокам’янка. Внаслідок атак пошкоджено житлові будинки, господарські споруди, об’єкт критичної інфраструктури в Хрещенівці, що призвело до знеструмлення трьох населених пунктів. У Новорайську зафіксовано пожежу на території агропідприємства. Жертв і постраждалих серед цивільного населення немає. Інформацію надав начальник Бериславської районної військової адміністрації Володимир Літвінов.

### 13 липня 2025 року
13 липня 2025 року на території Бериславської, Милівської, Борозенської та Тягинської громад зафіксовано російські артилерійські обстріли та атаки безпілотниками. Постраждали населені пункти Берислав, Новоберислав, Зміївка, Дудчани, Червоний Яр, Красносільське, Бургунка, Вірівка, Львове, Миколаївка, Ольгівка та Одрадокам’янка. Внаслідок атак пошкоджено житлові будинки та господарські споруди. Поблизу Красносільського внаслідок удару БПЛА виникла пожежа, яка знищила 14 гектарів посівів пшениці. Жертв і постраждалих серед цивільного населення немає. Інформацію надав начальник Бериславської районної військової адміністрації Володимир Літвінов.

### 14 липня 2025 року
14 липня 2025 року на території Бериславської, Нововоронцовської, Милівської та Тягинської громад зафіксовано російські артилерійські обстріли та атаки безпілотниками. Постраждали населені пункти Берислав, Нововоронцовка, Качкарівка, Новокаїри, Червоний Яр, Тягинка, Бургунка, Львове, Миколаївка, Ольгівка та Одрадокам’янка. Унаслідок обстрілів пошкоджено житлові будинки, господарські споруди та приватне майно. Зафіксовано загоряння на території національного природного парку «Кам’янська Січ» поблизу Червоного Яру та займання приватного будинку в Нововоронцовці. До ліквідації пожеж залучено підрозділи ДСНС, МПО Милівської громади та ДПО «Кам’янська Січ». 13 липня в Бериславі повідомлено про поранення 42–річного чоловіка, який потребує евакуації, а також зафіксовано звернення до поліції 38–річного чоловіка щодо баротравми, отриманої 10 липня поблизу Монастирського. Інформацію надав начальник Бериславської районної військової адміністрації Володимир Літвінов.

### 15 липня 2025 року
15 липня 2025 року на території Бериславської, Новорайської, Новоолександрівської, Нововоронцовської, Милівської та Тягинської громад зафіксовано російські артилерійські обстріли та атаки безпілотниками. Постраждали населені пункти Берислав, Новорайськ, Костирка, Сагайдачне, Золота Балка, Нововоронцовка, Осокорівка, Дудчани та Львове. Унаслідок обстрілів пошкоджено житлові будинки, господарські споруди, приватні транспортні засоби, а також приміщення сільськогосподарського підприємства в Нововоронцовці. Жертв і постраждалих серед цивільного населення немає. Інформацію надав начальник Бериславської районної військової адміністрації Володимир Літвінов.

### 16 липня 2025 року
16 липня 2025 року на території Бериславської, Новоолександрівської, Нововоронцовської, Милівської та Тягинської громад зафіксовано російські артилерійські обстріли та атаки безпілотниками. Постраждали населені пункти Берислав, Новоолександрівка, Осокорівка, Дудчани, Тягинка, Бургунка, Львове, Миколаївка, Ольгівка та Одрадокам’янка. Унаслідок обстрілів пошкоджено житлові будинки, господарські споруди та приватний транспорт. У Бериславі внаслідок удару БПЛА загинув 83–річний чоловік. Інформацію надав начальник Бериславської районної військової адміністрації Володимир Літвінов.

### 17 липня 2025 року
17 липня 2025 року на території Бериславської, Новоолександрівської, Нововоронцовської, Милівської та Тягинської громад зафіксовано російські артилерійські обстріли та атаки безпілотниками. Постраждали населені пункти Берислав, Новоолександрівка, Золота Балка, Гаврилівка, Шевченківка, Милове, Дудчани, Тягинка, Бургунка, Вірівка, Львове, Миколаївка, Ольгівка, Одрадокам’янка та Високе. Унаслідок обстрілів пошкоджено житлові будинки, господарські споруди, приміщення пункту незламності в Миловому, будівлю комунальної служби та транспорт у Високому. У Шевченківці зафіксовано загоряння сухої рослинності. До ліквідації пожежі залучено працівників місцевої пожежної охорони Нововоронцовської громади. Жертв і постраждалих серед цивільного населення немає. Інформацію надав начальник Бериславської районної військової адміністрації Володимир Літвінов.

### 18 липня 2025 року
18 липня 2025 року на території Бериславської, Новоолександрівської, Милівської та Тягинської громад зафіксовано російські артилерійські обстріли та атаки безпілотниками. Постраждали населені пункти Берислав, Новоолександрівка, Гаврилівка, Милове, Суханове, Бургунка, Вірівка, Миколаївка та Одрадокам’янка. Унаслідок обстрілів пошкоджено житлові будинки, господарські споруди, приміщення пункту незламності в Миловому. Поблизу Суханового виникла пожежа сухої рослинності, до її ліквідації залучено місцеву пожежну охорону. Жертв і постраждалих серед цивільного населення немає. Інформацію надав начальник Бериславської районної військової адміністрації Володимир Літвінов.

### 19 липня 2025 року
19 липня 2025 року на території Бериславської, Новорайської, Нововоронцовської, Милівської та Тягинської громад зафіксовано російські артилерійські обстріли та атаки безпілотниками. Постраждали населені пункти Берислав, Шляхове, Урожайне, Новорайськ, Червоний Маяк, Нововоронцовка, Осокорівка, Дудчани, Тягинка, Вірівка, Високе, Миколаївка та Одрадокам’янка. Унаслідок обстрілів пошкоджено житлові будинки та господарські споруди. У Нововоронцовці пошкоджено об’єкти критичної інфраструктури, а у Новорайську — приміщення магазину. Поблизу Урожайного зафіксовано загоряння сухої рослинності. У Бериславі внаслідок вибуху вибухонебезпечного предмету загинула 65–річна жінка. Інформацію надав начальник Бериславської районної військової адміністрації Володимир Літвінов.

### 20 липня 2025 року
20 липня 2025 року на території Бериславської, Новорайської, Новоолександрівської, Нововоронцовської та Тягинської громад зафіксовано російські артилерійські обстріли та атаки безпілотниками. Постраждали населені пункти Берислав, Новорайськ, Золота Балка, Михайлівка, Нововоронцовка, Хрещенівка, Осокорівка, Тягинка, Бургунка, Львове, Миколаївка, Ольгівка та Одрадокам’янка. Унаслідок обстрілів пошкоджено житлові будинки, господарські споруди, транспортні засоби. У Нововоронцовці та Новорайську пошкоджено об’єкти критичної інфраструктури, крім того, у Новорайську — приміщення магазину. Жертв і постраждалих серед цивільного населення немає. Інформацію надав начальник Бериславської районної військової адміністрації Володимир Літвінов.

### 21 липня 2025 року
21 липня 2025 року на території Бериславської, Милівської та Тягинської громад зафіксовано російські артилерійські обстріли та атаки безпілотниками. Постраждали населені пункти  Берислав, Качкарівка, Львове, Ольгівка та Одрадокам’янка. Унаслідок обстрілів пошкоджено житлові будинки та господарські споруди. Жертв і постраждалих серед цивільного населення немає. Інформацію надав начальник Бериславської районної військової адміністрації Володимир Літвінов.

### 22 липня 2025 року
22 липня 2025 року на території Бериславської, Новоолександрівської, Милівської та Тягинської громад зафіксовано російські артилерійські обстріли та атаки безпілотниками. Постраждали населені пункти  Берислав, Урожайне, Новоолександрівка, Золота Балка, Дудчани, Тягинка, Бургунка, Високе, Львове, Ольгівка та Одрадокам’янка. Унаслідок обстрілів пошкоджено житлові будинки, господарські споруди та модульний фельдшерсько–акушерський пункт в Урожайному. Внаслідок атаки БПЛА в Бериславі загинув 59–річний чоловік, а у Червоному Маяку внаслідок контакту з вибухонебезпечним предметом поранено 70–річну жінку. Інформацію надав начальник Бериславської районної військової адміністрації Володимир Літвінов.

### 23 липня 2025 року
23 липня 2025 року на території Бериславської, Новорайської, Новоолександрівської, Милівської та Тягинської громад зафіксовано російські артилерійські обстріли та атаки безпілотниками. Постраждали населені пункти Берислав, Шляхове, Томарине, Костирка, Монастирське, Червоний Маяк, Українка, Милове, Качкарівка, Суханове, Тягинка, Високе, Львове та Миколаївка. Унаслідок обстрілів пошкоджено житлові будинки, господарські споруди; за межами Костирки виникла пожежа сухої рослинності, до її ліквідації залучено рятувальників. Жертв і постраждалих серед цивільного населення немає. Інформацію надав начальник Бериславської районної військової адміністрації Володимир Літвінов.

### 24 липня 2025 року
24 липня 2025 року на території Бериславської, Новоолександрівської, Нововоронцовської, Милівської та Тягинської громад зафіксовано російські артилерійські обстріли та атаки безпілотниками. Постраждали населені пункти Берислав, Золота Балка, Дудчани, Тягинка, Львове, Миколаївка, Одрадокам’янка, Милове та околиці Осокорівки. Унаслідок обстрілів пошкоджено житлові будинки, господарські споруди та адміністративну будівлю в Миловому. До лікарні звернулася 72–річна жінка, яка отримала поранення 23 липня 2025 року внаслідок ворожого обстрілу в Новоолександрівці. Інформацію надав начальник Бериславської районної військової адміністрації Володимир Літвінов.

### 25 липня 2025 року
25 липня 2025 року на території Бериславської, Новорайської, Новоолександрівської, Нововоронцовської, Милівської та Тягинської громад зафіксовано російські артилерійські обстріли та атаки безпілотниками. Постраждали населені пункти Берислав, Новорайськ, Новоолександрівка, Осокорівка, Шевченківка, Новокаїри, Червоний Яр, Тягинка, Львове, Миколаївка, Ольгівка, Одрадокам’янка та околиці Старосілля. Унаслідок обстрілів пошкоджено житлові будинки, господарські споруди та приміщення навчального закладу в Новокаїрах. Зафіксовано загибель свійської тварини внаслідок вибуху. Жертв і постраждалих серед цивільного населення немає. Інформацію надав начальник Бериславської районної військової адміністрації Володимир Літвінов.

### 26 липня 2025 року
26 липня 2025 року на території Бериславської, Новорайської, Новоолександрівської, Нововоронцовської, Милівської та Тягинської громад зафіксовано російські артилерійські обстріли та атаки безпілотниками. Постраждали населені пункти Берислав, Новоберислав, Новорайськ, Костирка, Гаврилівка, Шевченківка, Дудчани, Тягинка, Бургунка, Львове, Ольгівка та Одрадокам’янка. Унаслідок обстрілів пошкоджено житлові будинки, господарські споруди, транспортні засоби, автомобіль для доставки продуктів у Костирці та лінії електропередач у Шевченківці, крім того, зафіксовано займання сухої рослинності, до ліквідації пожежі залучено місцеву пожежну охорону. Жертв і постраждалих серед цивільного населення немає. Інформацію надав начальник Бериславської районної військової адміністрації Володимир Літвінов.

### 27 липня 2025 року
27 липня 2025 року на території Бериславської, Новорайської, Новоолександрівської, Нововоронцовської, Милівської та Тягинської громад зафіксовано російські артилерійські обстріли та атаки безпілотниками. Постраждали населені пункти Берислав, Новорайськ, Михайлівка, Осокорівка, Дудчани, Тягинка, Бургунка, Львове, Ольгівка, Одрадокам’янка та Новоберислав. Унаслідок обстрілів пошкоджено житлові будинки, господарські споруди та транспорт. Поблизу Новорайська виникла пожежа сухої рослинності, до її ліквідації залучено рятувальників. У Бериславі загинула загинула 86–річна жінка унаслідок намагання ліквідувати пожежу через обстріл, у Новобериславі внаслідок наступу на вибухонебезпечний предмет поранено 62–річного чоловіка. Інформацію надав начальник Бериславської районної військової адміністрації Володимир Літвінов.

### 28 липня 2025 року
28 липня 2025 року на території Бериславської, Новоолександрівської та Тягинської громад зафіксовано російські артилерійські обстріли та атаки безпілотниками. Постраждали населені пункти Берислав, Шляхове, Урожайне, Золота Балка, Тягинка, Бургунка, Вірівка, Львове, Миколаївка, Ольгівка та Одрадокам’янка. Унаслідок обстрілів пошкоджено житлові будинки й господарські споруди. Зафіксовано смерть 62–річного чоловіка, який напередодні отримав поранення в Новобериславі. Інформацію надав начальник Бериславської районної військової адміністрації Володимир Літвінов.

### 29 липня 2025 року
29 липня 2025 року на території Бериславської, Нововоронцовської, Милівської та Тягинської громад зафіксовано російські артилерійські обстріли та атаки безпілотниками. Постраждали населені пункти Берислав, Урожайне, Нововоронцовка, Заможне, Суханове, Тягинка, Бургунка, Вірівка, Львове, Миколаївка, Ольгівка та Одрадокам’янка. Унаслідок обстрілів пошкоджено житлові будинки, господарські споруди, приватні домоволодіння. Зафіксовано загоряння сухої рослинності на території національного парку «Кам’янська Січ» поблизу Суханового та у Вірівці, до ліквідації пожеж залучено рятувальників. Повідомлено про звернення до поліції 53–річної жінки, пораненої 22 липня у Червоному Маяку. Інформацію надав начальник Бериславської районної військової адміністрації Володимир Літвінов.

### 30 липня 2025 року
30 липня 2025 року на території Новорайської, Новоолександрівської, Милівської та Тягинської громад зафіксовано російські артилерійські обстріли та атаки безпілотниками. Постраждали населені пункти Золота Балка, Українка, Новорайськ, Костирка, Дудчани, Тягинка, Бургунка, Вірівка, Львове, Ольгівка та Одрадокам’янка. Унаслідок обстрілів пошкоджено житлові будинки, господарські споруди та адміністративну будівлю в Дудчанах. Між селами Новорайськ і Костирка зафіксовано займання сухої рослинності. Інформацію надав начальник Бериславської районної військової адміністрації Володимир Літвінов.

### 31 липня 2025 року
31 липня 2025 року на території Бериславської, Новоолександрівської, Нововоронцовської та Тягинської громад зафіксовано російські артилерійські обстріли та атаки безпілотниками. Постраждали населені пункти Берислав, Золота Балка, Гаврилівка, Осокорівка, Хрещенівка, Тягинка, Вірівка, Львове та Ольгівка. Унаслідок обстрілів пошкоджено житлові будинки та господарські споруди. Жертв і постраждалих серед цивільного населення немає. Інформацію надав начальник Бериславської районної військової адміністрації Володимир Літвінов.